# Tuva or Bust!
«В Туву любой ценой!» (англ. Tuva or Bust!: Richard Feynman's Last Journey) — книга американского литератора и продюсера Ральфа Лейтона про попытку самого автора и его друга, американского физика Ричарда Фейнмана, посетить Туву в 1970-х и 1980-х годах. Книга завершает биографическую серию, написанную Лейтоном о Фейнмане, и рассказывает о последних годах жизни выдающегося физика и педагога.

## Содержание
Завязка сюжета происходит во время застольного разговора. Фейнман спрашивает Лейтона: «Куда делось государство Танну-Тува? В детстве в моей коллекции были великолепные треугольные и ромбовидные марки. Их выпускали в стране Танну-Тува». Лейтон, считая вопрос очередным розыгрышем Фейнмана, отвечает, что такой страны нет, это выдумка. В ответ на это Фейнман извлекает атлас 1943 года и показывает Лейтону государство Танну-Тува между Советским Союзом и Монголией. Как оказывается, страна с таким названием действительно существовала и коллекционеры охотно покупали марки Танну-Тува. Однако в 1944 году республика вошла в состав Советского Союза. Фейнман восхищается названием столицы, города Кызыл, и они с Лейтоном решают обязательно посетить Туву и Кызыл, что для граждан США в 70-х и 80-х годах XX века было очень непросто.
Многочисленные попытки получить разрешения на поездку растянулись на десять лет. За это время Лейтон и Фейнман много узнали о культуре, языке и истории Тувы, заинтересовались тувинским горловым пением. Пытаясь добиться разрешения на поездку в Туву, Фейнман писал в Москву известному востоковеду-тюркологу Севьяну Вайнштейну, просил помощи у своего коллеги, академика В. Л. Гинзбурга. Увлечённость Фейнмана и Лейтона Тувой передалась многим их друзьям и знакомым, и Ральф Лейтон основал американское «Общество друзей Тувы», существующее по сей день. Поездка в Туву стала в книге аллегорией на жизнь Фейнмана, отразила неустанный поиск удивительного, занимавший его воображение всю жизнь.
Поездка стала возможной с началом Перестройки, однако Ричард Фейнман не успел побывать в Туве, он умер за несколько недель до того, как приглашение, подписанное вице-президентом АН СССР Е. П. Велиховым, пришло ему домой по почте. Позже, в 2008 году, Туву посетила его дочь Мишель, а в 2012 году там побывала его сестра Джоан с мужем.

## Отзывы
Книга получила в основном положительные отзывы, рецензенты отмечали традиционную для Лейтона живость изложения и яркость образа Фейнмана, а также моду на Туву, созданную Фейнманом и продолжающуюся и по сей день. В критических отзывах Лейтона упрекали в избыточном описании бюрократических процедур и документов, сопровождавших подготовку к поездке.